# 拉达宾诺德·巴尔
拉达宾诺德·巴尔（1886年1月27日—1967年1月10日，印地語：राधाबिनोद पाल 、拉丁化：Radha Binod Pal），也译作拉达宾诺德·帕尔，是印度的法律學者、律師。他是远东国际军事法庭印度代表。

## 早年
巴尔生於孟加拉邦拉第亚区一個村子，三歲喪父，由于成绩优秀，获得政府頒發的獎學金得以繼續學業。Presidency College中學畢業后，考入加爾各答大學修讀法律。
- 1911年从加尔各答大学法律系毕业取得学士学位。
- 1920在法学硕士考试中以第一名的成绩通过考试获得硕士学位，并于翌年成為律師。
- 1924年，取得加尔各答大学法学博士学位（LLD）。
- 1923年至1936年期间，担任加尔各答大学法学教授；并先后于1925年、1930年、1938年三次当选有印度学术界最高荣誉之称的“泰戈尔纪念”法学教授。
- 1937年，受国际法研究院之邀，成为议长团成员。
- 1941年，出任加尔各答高等法院法官。
- 1944年，出任加尔各答大学副校长。[1]

## 东京审判
1946年，巴尔受邀成为远东国际军事法庭印度代表，他认为东京审判对日本战犯的审判是“事后法”，严重违反了不溯及既往原则，并寫下了数十萬字的判詞主张日本所有被告无罪，他最終主张所有十一名甲級戰犯無罪。这一观点也让中国法官梅汝璈、菲律宾法官德尔芬·哈拉尼利亚以及一些欧洲国家的法官震惊，因为这样的逻辑可使得纽伦堡审判的所有被告都被释放:402。审判结果以6票对5票通过为有罪判决。
巴尔在东京审判时与辩方即有频繁互动。审判期间法官的意见分成了多数派与少数派，与多数派持异议的法官并不止巴尔一人，但只有巴尔认为被告全员无罪，从根本上否定东京审判。由于冷战的局面逐渐形成，日本社会普遍对东京审判失去了兴趣，同时担忧巴尔的个别意见被不当强调，误解为法庭上重要的意见，远东国际军事法庭检察官、国际检察局局长约瑟夫·季南于1950年4月21日给道格拉斯·麦克阿瑟写了一封信（§2.4.2）：
我提议对公开出版起诉书、开头陈述、判决中各法官的意见及审判经过的概要应予认真的考虑。[……]巴尔法官的反对意见被不当地强调，极易招致误解。[……]然而，如果附上充分引用检方极为慎重准备的详细的审判资料和法庭证言的概要，我认为多数意见判决的主旨是适切的。

## 东京审判之后
1952年，日本结束占领状态，《巴尔意见书》公开出版并为日本人熟知。批评东京审判的人士将此书奉为圭臬（§4.2.3 印度法官的反对意见）。同年被聯合國委任為國際法委員會委员直至1967年（其中1958年度和1962年度为委员长）。1960年被頒授印度最高榮譽PADHMA-RRI。1966年離開聯合國。
1967年在印度加爾各答病逝。

## 评价
因为巴尔在东京审判期间的观点，他在日本部分人士眼中的地位甚高，在如今位于东京的靖国神社中便立有“巴尔博士彰显碑”（§4.2.3）。
亲历远东国际军事法庭审判全程的美国记者阿诺德·C·布拉克曼认为，拉达宾诺德·巴尔在审判即将结束时撰写的异议书“颠来倒去”，一些结论甚至难以置信。在异议书中他写道，违反海牙公约和日内瓦公约“仅仅是违约，不等同于犯罪”，折磨和杀害盟军飞行员的日本军人“在我看来……没有犯任何罪”，对于日军偷袭珍珠港则称“每一件事，至少在日方，似乎都真心诚意的做了，我找不出任何其中有任何背信弃义的迹象”，但是在异议书巴尔没有评论在攻击珍珠港之前日本对马来西亚和其他地方的偷袭。布拉克曼批评巴尔实际上粉饰了远东国际军事法庭被告所有的行为。当时，中国和菲律宾以及一些欧洲的法官对此感到震惊，他们认为如果按照这个逻辑，纽伦堡审判的被告都应当释放。巴尔在异议书称其主张每一名被告都应当无罪释放，布拉克曼批评异议书“无罪释放”的裁定极端到登峰造极。:402
拉达宾诺德·巴尔全员无罪主张的思想渊源与其本人在殖民地的成长背景有关。据程兆奇所言，在巴尔意见书中能够强烈地感觉到他对当时国际法秩序正当性的怀疑。巴尔认为，目前国际社会秩序基础的法律原则都只是为了强国方便地压榨弱国而已，因此东京法庭无非是大国机会主义的延续。（§4.2.3）